# Wyszomierz (Bielany)
Pour les articles homonymes, voir Wyszomierz.
Wyszomierz [vɨˈʂɔmjɛʂ] est un village polonais de la gmina de Bielany dans le powiat de Sokołów et dans la voïvodie de Mazovie, au centre-est de la Pologne.
Sa population est d'environ 100 habitants